# 卡姆登新月
卡姆登新月（英語：Camden Crescent）是位於英国索美塞特郡城市巴斯的一个街区，由约翰·伊夫利（John Eveleigh）修建於1788年，原名上卡姆登坊（Upper Camden Place）。卡姆登新月6-21号列为I级登录建筑。。其他建筑为II 级登录建筑。在簡·奧斯汀的小說《勸導》中，卡姆登新月也有出現。